# 1981 у хокеї з шайбою
Нижче наведені хокейні події 1981 року у всьому світі.

## Головні події
На чемпіонаті світу в Стокгольмі та Гетеборзі золоті нагороди здобула збірна СРСР.
У другому розіграші кубка Канади перемогла збірна СРСР.
У фіналі кубка Стенлі «Нью-Йорк Айлендерс» переміг «Міннесоту Норз-Старс».

## Національні чемпіони
- Австрія: «Філлах»

- Болгарія: «Левскі-Спартак» (Софія)
- Данія: «Ольборг»
- Італія: «Гардена» (Сельва-ді-Валь-Гардена)
- Нідерланди: «Фенстра Флаєрс» (Геренвен)
- НДР: «Динамо» (Вайсвассер)
- Норвегія: «Стернен» (Фредрікстад)
- Польща: «Заглембє» (Сосновець)
- Румунія: «Динамо» (Бухарест)
- СРСР: ЦСКА (Москва)
- Угорщина: «Альба Волан» (Секешфегервар)
- Фінляндія: «Кярпят» (Оулу)
- Франція: «Гренобль»
- ФРН: «Ріссерзеє» (Гарміш-Партенкірхен)
- Чехословаччина: «Вітковіце» (Острава)
- Швейцарія: «Біль»
- Швеція: «Фер'єстад» (Карлстад)
- Югославія: «Акроні» (Єсеніце)

## Переможці міжнародних турнірів
- Кубок європейських чемпіонів: ЦСКА (Москва, СРСР)
- Турнір газети «Известия»: збірна СРСР
- Кубок Шпенглера: «Спартак» (Москва, СРСР)
- Північний кубок: АІК (Стокгольм, Швеція)
- Кубок Татр: «Опава» (Чехословаччина)
- Турнір газети «Советский спорт»: «Спартак» (Москва), «Крила Рад» (Москва), «Салават Юлаєв» (Уфа)[1]